# Nenad Đukanović
Nenad Đukanović (en serbio cirílico: Ненад Дјукановицх, en alfabeto latino: Nenad Djukanovic), (Obrenovac, República Federal Socialista de Yugoslavia, 9 de junio de 1971) es un exfutbolista serbio. Jugó de centrocampista derecho en el Hércules CF.

## Trayectoria
Djukanovic fichó por el Hércules CF en el mercado de invierno de la temporada 1997/98, procedente del Partizán de Belgrado. Firmó un contrato que le unía al equipo herculano hasta el 30 de junio de 1999. Debutó en Segunda División con el Hércules el 17 de enero de 1998 en el José Rico Pérez ante el Villarreal C. F. (2-1).
En su primera temporada en el Hércules jugó 15 encuentros y no marcó ningún gol. Fue de los primeros futbolistas en no secundar una huelga propuesta para los deportistas yugoslavos en protesta al bombardeo de la OTAN sobre Yugoslavia. En su segunda temporada, jugó 23 partidos y marcó un gol; el equipo descendió a Segunda B en una temporada nefasta tanto en el aspecto deportivo como en el institucional, y Djukanovic regresó a su país donde siguió jugando varias temporadas más.
Se retiró como futbolista en 2007, y en la temporada 2007/08 fue el segundo entrenador del Hajduk Kula, equipo entrenado por Miroslav Vukašinović.

## Clubes
| Club                     | País                              | Año       |
| ------------------------ | --------------------------------- | --------- |
| FK Borac Čačak           | RFS Yugoslavia                    | 1988      |
| FK Sutjeska              | RFS Yugoslavia                    | 1989-1990 |
| NK GOŠK Dubrovnik        | RFS Yugoslavia                    | 1990-1991 |
| FK Borac Čačak           | RF Yugoslavia                     | 1991-1994 |
| Partizán de Belgrado     | RF Yugoslavia                     | 1994-1997 |
| Hércules CF              | España                            | 1997-1999 |
| FK Železnik              | RF Yugoslavia                     | 1999-2000 |
| FK Čukarički Stankom     | RF Yugoslavia                     | 2000-2002 |
| FK Rad                   | RF Yugoslavia Serbia y Montenegro | 2002-2003 |
| FK Hajduk Rodić M&B Kula | Serbia y Montenegro               | 2004-2006 |
| FK ČSK Pivara            | Serbia                            | 2006-2007 |

### Campeonatos nacionales
| Título                               | Club                 | País          | Año       |
| ------------------------------------ | -------------------- | ------------- | --------- |
| Primera División de la RF Yugoslavia | Partizan de Belgrado | RF Yugoslavia | 1996-1997 |